# Caitlin Gerard
Caitlin Beverly Gerard est une actrice américaine née le 26 juillet 1988 à Los Angeles (Californie).
Elle est principalement connue pour son rôle d'Aubry Taylor dans la première saison d'American Crime.

## Biographie

### Jeunesse
Caitlin Gerard est née à Los Angeles le 26 juillet 1988. Elle a étudié l'allemand et le français au Lycée international de Los Angeles. Elle a étudié l'anglais à l'université de Californie à Los Angeles.
Elle parle français et allemand.

### Carrière
Elle fait ses débuts au cinéma en 2010 dans The Social Network et The Awakening.
En 2012, elle joue dans plusieurs séries, ainsi que le film Magic Mike de Steven Soderbergh.
En 2015, elle se fait connaître du grand public avec son interprétation dans la première saison d'American Crime.
En 2017, elle joue dans les films (Re) Assignment, Insidious : Chapter 4 et Wichita.

## Filmographie

### Cinéma

#### Longs métrages
- 2010 : The Social Network de David Fincher : Ashleigh
- 2010 : The Awakening de Vince Rotonda : Jessica
- 2011 : Answers to Nothing de Matthew Leutwyler : Une française
- 2012 : Magic Mike de Steven Soderbergh : Kim
- 2013 : Smiley de Michael J. Gallagher : Ashley
- 2016 : Pocket Listing de Conor Allyn : Jane
- 2016 : Revenger (The Assignment) de Walter Hill : Johnnie
- 2017 : Wichita de Justyn Ah Chong et Matthew D. Ward : Natalie
- 2017 : Stony Brook de Roger Stigliano
- 2018 : Insidious : La Dernière Clé de Adam Robitel
- 2018 : Terre maudite (The Wind) de Emma Tammi : Elizabeth "Lizzie" Macklin
- 2023 : Magic Mike : Dernière danse (Magic Mike's Last Dance) de Steven Soderbergh : Kim

#### Courts métrages
- 2014 : Genvieve de Jason Schulz : Genvieve
- 2014 : I Think I'm in Love with You de Trevor Peterson
- 2017 : Three Sheets de Trevor Peterson : Stevie

### Télévision

#### Séries télévisées
- 2012 : Jan : Jan
- 2012 : Vanessa & Jan : Jan
- 2012 : Ruth & Erica : Jan
- 2013 : Zach Stone Is Gonna Be Famous : Amy
- 2015 : American Crime : Aubry Taylor
- 2017 : Incorporated
- 2017 : When We Rise : Jean

#### Téléfilms
- 2017 : Monsters of God de Rod Lurie : Ayasha